# Bernie Stolar
Bernard Stolar (9 de octubre de 1946 - Los Ángeles, 22 de junio de 2022), más conocido como Bernie Stolar, fue un empresario y directivo estadounidense especializado en videojuegos. A lo largo de su trayectoria ha sido presidente de Atari (1990-1993), vicepresidente ejecutivo de Sony Computer Entertainment America (1994-1997) y director ejecutivo de Sega of America (1997-1999).

## Biografía
Formado en la Universidad de California en Los Ángeles, su trayectoria profesional ha estado ligada al sector del videojuego. En 1980 fue cofundador de Pacific Novelty, una empresa de máquinas recreativas, y poco después fue contratado por Atari Inc. para trabajar en distintos departamentos. Durante su etapa en la división de videoconsolas impulsó el desarrollo de la portátil Atari Lynx.
En los años 1990 fue nombrado vicepresidente ejecutivo de Sony Computer Entertainment America y se ocupó del lanzamiento en EE. UU. de PlayStation, la primera videoconsola de Sony. Durante esa etapa gestionó licencias que ayudaron a consolidar el liderazgo de PlayStation en el mercado occidental, como Crash Bandicoot, Mortal Kombat 3, Oddworld: Abe's Oddysee y Spyro the Dragon entre otros títulos.
En 1997 fue contratado por Sega of America para asumir la dirección ejecutiva, en sustitución de Tom Kalinske, con el reto de mejorar su posicionamiento en el mercado norteamericano. La compañía había lanzado en 1995 la nueva Sega Saturn, con unas ventas muy por debajo de las previsiones iniciales. Aunque de cara al público se le había pedido remontar la situación, el directivo consideraba que Sega Saturn había quedado desfasada y la dejó de lado para centrarse en el desarrollo de Dreamcast, la nueva videoconsola de sexta generación. Entre otras medidas, impulsó la compra del estudio Visual Concepts para convertirlo en una división de videojuegos deportivos. Después de que Sega cesara la producción de Saturn en 1998, la llegada de Dreamcast en EE. UU. estaba prevista para septiembre de 1999 y Stolar anunció una oferta de lanzamiento de 199 dólares, pensado para recuperar la confianza entre los jugadores norteamericanos. Sin embargo, esa decisión no había sido consensuada con la nueva junta directiva de Sega, que pretendía rentabilizarla con un precio inicial de 249 dólares, así que Isao Okawa cesó a Stolar con una indemnización millonaria.
Después de su abrupta salida de Sega, Stolar ha ocupado cargos de responsabilidad en la división de videojuegos de Mattel, así como en empresas como Adscape Media —especializada en inserción publicitaria en videojuegos—, GetFugu y CogniToys.
Bernie Stolar falleció a los 75 años en Los Ángeles.